# Venta Chica
Venta Chica är en ort i Mexiko.   Den ligger i kommunen Huauchinango och delstaten Puebla, i den sydöstra delen av landet, 130 km nordost om huvudstaden Mexico City. Venta Chica ligger 2 077 meter över havet och antalet invånare är 113.
Terrängen runt Venta Chica är lite bergig. Runt Venta Chica är det ganska tätbefolkat, med 155 invånare per kvadratkilometer. Närmaste större samhälle är Huauchinango, 6,0 km nordost om Venta Chica. I omgivningarna runt Venta Chica växer i huvudsak blandskog.